# کریستین اسپرینگر
کریستین اسپرینگر (انگلیسی: Christian Springer؛ زادهٔ ۱۵ ژوئیهٔ ۱۹۷۱) بازیکن فوتبال اهل آلمان است.
از باشگاه‌هایی که در آن بازی کرده‌است می‌توان به باشگاه فوتبال سن پائولی و باشگاه فوتبال کلن اشاره کرد.